# Echinoderme
Echinoderme (Echinodermata) provine din greacă ἐχῖνος echinos-arici; δέρμα derma - piele. Echinodermele sunt o încrengătură care cuprinde cca 6.300 de specii de animale marine, ca de exemplu ariciul de mare și steaua de mare. Echinodermele sunt animale cu simetrie radială, unele forme posedă simetrie bilaterală. În straturile inferioare ale pielii se dezvoltă scheletul alcătuit din plăci calcaroase, terminațiile cărora ies la suprafața pielii sub formă de numeroase cârlige, ace etc.
Organele interne sunt situate în cavitatea internă largă, numită celom. Una din cele mai deosebite particularități ale echinodermelor constă în diferențierea complicată a celomului și formarea sistemului ambulacrar, care servește drept organ de deplasare. Sistemul nervos este situat în profunzimea epiteliului dermal sau în epiteliul unor regiuni din peretele corpului, invaginate în interior. Organele respiratorii sunt reduse sau absente, organele de excreție lipsesc.
Sexele la echinoderme sunt separate. Pe parcursul dezvoltării individuale apare larva, numită bipinarie, supusă unor metamorfoze complicate.

## Sistematică
```
--- (Echinodermata)
    |-- Crinoidea
    |   |-- (Crinoidea)
    |   '-- (Comatulida)
    |
    '-- (Eleutherozoa)
        |-- N.N.
        |   |-- (
Asteroidea
)
        |   '-- (Concentricycloida)
        |
        '-- (Cryptosyringida)
            |--  (Ophiuroida)
            '-- (Echinozoa)
                |-- (Echinoidea)
                '-- (Holothuroida)
```